# Mikrusek bongolaweński
Mikrusek bongolaweński (Microcebus bongolavensis) – gatunek ssaka naczelnego z rodziny lemurkowatych (Cheirogaleidae), opisany na początku XXI wieku. Należy do większych przedstawicieli rodzaju. Zamieszkuje gęste górskie lasy Madagaskaru, ma bardzo ograniczony zasięg występowania. Jego siedliska są niszczone przez człowieka, przez co zagraża mu wyginięcie.

## Budowa
Zwierzę należy do większych przedstawicieli swego rodzaju. Schwitzer et al. podają następujące wymiary zwierzęcia: głowa i tułów mierzą od 9 do 12,5 cm; ogon jest dłuższy, osiągając od 14,7 do 17,4 cm; masa ciała wynosi 54 g. Podobne wymiary ma mikrusek złotobrązowy (Microcebus ravelobensis), odróżnialny za pomocą długości tylnej stopy, krótszej u tego drugiego gatunku.
Wyglądem mikrusek bongolaweński przypomina mikruska leśnego i złotobrązowego. Głowa zabarwiona bywa rozmaicie. Niekiedy jest rudawa, brązowa, zwłaszcza u osobników młodocianych, niekiedy barwy te zajmują tylko  obszar trójkątnego kształtu powyżej oczu, a ciemię jest bladoszarawe. W każdym razie między oczami widnieje biała plama, charakterystyczna dla wszystkich mikrusków. Grzbietowo ubarwiony jest czerwonawo, kasztanowo, pomarańczowawo. Na grzbiecie widzi się niekiedy słabo pośrodkową linię, nie tak wyraźną jak u mikruska malutkiego czy karłowatego. Brzuch jest jaśniejszy, koloru kremowej bieli. Generalnie futro jest gęste i krótkie. Ciało wieńczy ogon dłuższy od głowy i tułowia razem wziętych, barwy jednakowej jak na tułowiu, ale z futrem dystalnie dłuższym a rzadszym. Białe ręce i stopy pokryte są rzadszym włosiem.

## Systematyka
Nowy gatunek mikruska opisali w 2007 Olivieri i współpracownicy. Jako miejsce typowe podali oni  Madagaskar, prowincję Mahajanga, fragment lasu należący do wsi Ambodimahabibo w okolicy Port-Bergé. Autorzy podali też współrzędne miejsca typowego jako około 15°30′S 47°28′E/-15,500000 47,466667. Wcześniej uważano, że na tych terenach występuje mikrusek złotobrązowy.
Dane genetyczne umieszczają M. bongolavensis jako takson siostrzany w stosunku do M. ravelobensis. Z tymi dwoma blisko spokrewniony jest mikrusek leśny. Jednak analiza przeprowadzona w 2024 roku w oparciu o dane molekularne i morfometryczne wykazała, że dystans genetyczny między M. bongolavensis a M. ravelobensis jest na tyle mały, że M. bongolavensis powinien być traktowany jako młodszy synonim M. ravelobensis.
Nie wyróżnia się podgatunków.

## Tryb życia
Dane dotyczące trybu życia tego gatunku są skromne. Żyje on na drzewach. Aktywność przypada na noc. Wedle Handbook of the Mammals of the World nie wiadomo nic o jego przemieszczaniu się, areałach czy strukturze społecznej. Nie wiadomo również nic o rozrodzie. IUCN szacuje długość pokolenia na 5–6 lat. Evasoa et al. badali zachowanie zwierząt, wskazując przebywanie osobników razem w męsko-żeńskich diadach podobnie jak u mikruska złotobrązowego, trochę więcej niż u leśnego, i rzadką dominację samic, jako że w 80% diad dominował samiec, częściej niż u innych zbadanych gatunków. Tolerancja społeczna była wyższa, przez ponad połowę czasu osobniki z pary przebywały razem. Sezon rozrodczy zaczyna się początkiem sierpnia. Rozród przypomina spotykany u mikruska leśnego i złotobrązowego. U samców rzeczonych gatunków jeszcze przed sezonem rozrodczym jądra są duże, co utrzymuje się przez okres rozrodu, niekiedy aż do czerwca. Wcześnie obserwuje się też samice w rui. W efekcie sezonowość rozrodu zaznaczona jest słabiej niż u niektórych innych gatunków, jak mikrusek myszaty czy mikrusek szarobrązowy.

## Rozmieszczenie geograficzne
Jak wszystkie gatunki lemurkowatych, mikrusek bongolaweński jest endemitem Madagaskaru. Ma niewielki zasięg występowania. Spotkano go jedynie w trzech fragmentach lasu w okolicy Port-Bergé na północnym zachodzie wyspy, pomiędzy rzekami Mahajamba-Est i Sofia. Być może zamieszkuje Bongolava Classified Forest. Jego zasięg jest mniejszy od 1100 km².

## Ekologia
Jako siedlisko gatunku Schwitzer et al. podają gęste górskie pierwotne lasy madagaskarskie. Tak samo podaje IUCN. Evasoa et al. wymieniają go wśród mieszkańców suchych lasów.
Wspomniani autorzy nie mają szczegółowych informacji na temat diety mikruska bongolaweńskiego. Jak piszą, prawdopodobnie konsumuje on owoce i owady i przypuszczalnie inne elementy diety pozostałych mikrusków.

## Zagrożenia i ochrona
IUCN uznaje gatunek za zagrożony wyginięciem. Oceniono go tak w 2020 i wcześniej w 2014. W 2008 uznano go za gatunek niedostatecznie rozpoznany. Wobec niewielkiego obszaru występowania i niszczenia siedliska IUCN/SSN Lemur Red-Listing Workshop w 2012 też uznało go za zagrożony wyginięciem.
Nieznana jest całkowita liczebność populacji mikruska bongolaweńskiego. Wiadomo jednakże, że się zmniejsza. Badania genetyczne wskazują na dramatyczny jej spadek w ostatnich pięciuset latach (wedle Olivieri et al. 180 lat), a więc w okresie niszczącej lasy działalności człowieka na Madagaskarze. Jednakże nie wykryto efektu wąskiego gardła w oczekiwanym miejscu genomu. Niemniej liczebność spadła o 2 rzędy wielkości, z 14 000 do setki zwierząt. Dzisiaj gatunek zajmuje niewielki zasięg, a jego miejsce bytowania jest cały czas niszczone przez człowieka, wycinającego lasy, zabierającego siedlisko mikruska na tereny uprawne, a także prowadzącego jego odłów.
Gatunek objęto w I Załączniku CITES. Występuje w Ambodimahabibo Classified Forest, a możliwe, że i w Bongolava Classified Forest. Dalsze działania ochronne wymagają kolejnych badań. Odławiany przez człowieka, nie jest jednak hodowany w niewoli.